# Chris Mepham
Christopher James „Chris“ Mepham (* 5. November 1997 in Hammersmith) ist ein walisischer Fußballspieler, der seit Januar 2019 beim AFC Bournemouth unter Vertrag steht. Der Innenverteidiger ist seit März 2018 walisischer Nationalspieler.

## Karriere

### Verein

#### FC Brentford
Im Alter von zehn Jahren begann Mepham in der Jugendakademie des FC Chelsea mit dem Fußballspielen, wo er vier Jahre spielte und danach freigegeben wurde. 2012 wechselte er in die Jugend des FC Brentford, für den bereits sein Vater Roy in den 1960ern gespielt hatte. Am 2. Februar 2016 unterzeichnete er seinen ersten professionellen Kontrakt bei den Bees, verblieb aber in der Reservemannschaft. Nach guten Leistungen im B-Team in der ersten Hälfte der Saison 2016/17 unterschrieb er am 6. Januar 2017 einen neuen Vertrag bis 2019. Einen Tag später stand er erstmals in einem Spiel der ersten Mannschaft auf dem Platz, als er im FA-Cup-Spiel gegen den FC Eastleigh in der Schlussphase für Harlee Dean eingewechselt wurde. Dieser Einsatz blieb sein Einziger für die Profis in dieser Spielzeit. Für seine starken Leistungen bei den Reserves wurde er klubintern zum B Team Player of the Year ernannt.
Nachdem der Innenverteidiger Harlee Dean den Verein am 30. August 2017 in Richtung Birmingham City verließ, beschloss der Verein, keinen Ersatzspieler zu verpflichten und beförderte anstatt dessen Mepham in den Kader der ersten Mannschaft, der kurz danach einen neuen Fünfjahresvertrag unterzeichnete. Mepham bestritt am 19. September 2017 bei der 1:3-Heimniederlage im League Cup gegen Norwich City seinen ersten Saisoneinsatz für Brentford und verschuldete in diesem direkt einen Strafstoß. Am 26. September debütierte er beim 1:1-Unentschieden gegen Derby County in der EFL Championship. In seiner ersten Spielzeit als Profi absolvierte er 23 Einsätze und profitierte hierbei hauptsächlich von Verletzungen der Innenverteidiger John Egan und Andreas Bjelland. Sein einziges Saisontor erzielte er am 30. März 2018 gegen Sheffield United.
In die Saison 2018/19 startete Mepham als unumstrittener Stammspieler in der Innenverteidigung der Bees. Am 13. Spieltag musste er bei der 0:1-Heimniederlage gegen Bristol City seinen ersten Platzverweis hinnehmen, als er innerhalb von acht Minuten zwei gelbe Karten erhielt. Vor seinem Abgang kam er auf 27 Saisoneinsätze im Trikot Brentfords.

#### AFC Bournemouth
Am 22. Januar 2019 wechselte Mepham für eine Ablösesumme in Höhe von 13,6 Millionen Euro zum Erstligisten AFC Bournemouth, wo er einen langfristigen Kontrakt unterzeichnete. Sein Debüt im Trikot der Cherries gab er am 30. Januar 2019, als er beim 4:0-Kantersieg gegen den FC Chelsea in der Schlussphase für Junior Stanislas eingewechselt wurde. In der restlichen Spielzeit 2018/19 etablierte er sich bereits in der Stammformation und kam so auf zwölf weitere Ligaeinsätze. Am 10. August 2019 (1. Spieltag) traf er beim 1:1-Unentschieden gegen Sheffield United erstmals für die Cherries. Seinen Stammplatz verlor er in dieser Saison 2019/20, in der er auf nur zwölf Ligaeinsätze kam. Mit Bournemouth musste er außerdem den Abstieg in die EFL Championship antreten.
In der Zweitklassigkeit stieß Mepham in der nächsten Spielzeit 2020/21 wieder in die Startelf vor.

### Nationalmannschaft
Im Jahr 2017 nahm Chris Mepham mit der walisischen U-20-Nationalmannschaft am Turnier von Toulon teil, wo er zu einem Einsatz kam. Er war auch für die U-21 in vier Spielen im Einsatz.
Im März 2018 wurde Mepham anlässlich des China Cups erstmals in den Kader der walisischen A-Auswahl nominiert. Beim 6:0-Sieg gegen den Gastgeber China am 22. März 2018 feierte er sein Debüt, als er in der 70. Spielminute für Ben Davies eingewechselt wurde. Für die Europameisterschaft 2021 wurde er in den walisischen Kader berufen.